# 2003 en basket-ball
Chronologie du basket-ball
2002 en basket-ball - 2003 en basket-ball - 2004 en basket-ball
Les faits marquants de l'année 2003 en basket-ball

## Février
- 20 février : Pau-Orthez remporte, à domicile, la Semaine des As

## Mai
21 mai : le Basket-club Boncourt décroche pour la première fois de son histoire le titre de champion de suisse de basketball de la saison 2002-2003 de LNA.

## Décès
- Roger Antoine : joueur français, membre de l'Académie du basket-ball français (74 ans).
- 14 mai : Dave DeBusschere, un des meilleurs joueurs du cinquantenaire de la NBA (63 ans).

## Récapitulatifs des principaux vainqueurs de compétitions 2002-2003

### Masculins
| Europe - Ligue adriatique : KK Zadar - Allemagne : ALBA Berlin - Autriche : Kapfenberg Bulls - British BL : Scottish Rocks - Belgique : Spirou Charleroi - Bosnie-Herzégovine : HKK Široki - Chypre : AEL Limassol - Croatie : KK Split - Espagne : FC Barcelone - EuroCup Challenge : Aris Salonique - Euroligue : FC Barcelone - France : Pau-Orthez - Géorgie : BC Dinamo Tbilissi - Grèce : Panathinaïkos - Israël : Maccabi Tel-Aviv - Italie : Benetton Trévise - Lituanie : Žalgiris Kaunas - Lettonie : BK Ventspils - Norvège : Asker Aliens - Pays-Bas : Astronauts Amsterdam - Pologne : Włocławek - Portugal : - - Russie : CSKA Moscou - République tchèque : BK Opava - Slovaquie : BK Chemosvit - Suède : Solna Vikings - Suisse : Basket-club Boncourt - Turquie : Efes Pilsen Istanbul - ULEB Cup : Valencia BC | Amériques - Argentine : AD Atenas - Brésil: COC Ribeirão Preto - CBA : Sun Kings de Yakima - NBA : Spurs de San Antonio - NBDL : Revelers de Mobile - NCAA : Syracuse - Venezuela (LPB) : Marinos de Oriente - Venezuela (LNB) : Delfines de Miranda | Afrique, Asie, Océanie - Coupe d’Afrique : Primeiro de Agosto - Coupe arabe : Gezira SC - Angola : CD 1° de Agosto - Australie : Sydney Kings - Chine : Bayi Rockets - Maroc : Maghreb de Fès - Nouvelle-Zélande : Wellington Saints |

### Féminines
| Europe - Allemagne : BC Marburg - Ligue baltique : LT Vilnius - Belgique : Dexia Namur - Bosnie-Herzégovine : KK Željezničar Sarajevo - Chypre : AEL Limassol - Espagne : UB-FC Barcelone - EuroCoupe : Aix-en-Provence - Euroligue : UMMC Iekaterinbourg - France : Valenciennes - Hongrie : - - Italie : Taranto Cras Basket - Lettonie : TTT Rīga - Pays-Bas : Lely Amsterdam - Pologne : Lotos Gdynia - Russie : UMMC Iekaterinbourg - République tchèque : BK Brno - Slovénie : ŽKK Celje - Slovaquie : MBK Ružomberok | Amériques - Argentine : - - Brésil : Guaru - Canada : - - NCAA : UConn Huskies - NWBL : Houston Stealth - WNBA : Detroit Shock | Afrique, Asie, Océanie - Australie : Canberra Capitals - WKBL-été : - WKBL-hiver : |